# Would You Love a Monsterman?
«Would You Love a Monsterman?» — песня финской рок-группы Lordi, достигшая первого места в музыкальных чартах Финляндии. Первоначально была выпущена в 2002 году на альбоме Get Heavy и как отдельный сингл. Версия 2002 года была записана при участии басиста Магнума и клавишницы Энари. В 2006 году песня была перезаписана в новом составе, включая басиста Окса и клавишницу Аву. Эта версия была выпущена в ограниченном количестве как сингл и как бонус-трек на специальной версии альбома The Arockalypse.